# Body talk (nummer van Imagination)
Body talk was de eerste single van Imagination. Het is afkomstig van hun debuutalbum met dezelfde titel. De muziek werd beschouwd als tegenhanger van de Amerikaanse soul en Rhythm and blues.

## Hitnotering
Zowel single als elpee verkochten goed in het Verenigd Koninkrijk. De single haalde in 18 weken de 4e plaats als hoogste notering. De elpee kwam zo hoog niet; die haalde de 20e plaats, maar stond wel 59 weken in de lijst. In Nederland en België scoorden ze veel minder. Terwijl de volgende twee singles in Engeland de hitparades nog haalden bleef succes in de Benelux uit tot singles van het tweede album.

### Nederlandse Top 40
| Positie: | 32 | 19 | 16 | 11 | 11 | 14 | 24 | 37 | uit |

### NederlandseSingle Top 100
| Positie: | 49 | 35 | 29 | 16 | 31 | 25 | 38 | 49 | uit |

### BelgischeBRT Top 30
| Positie: | 17 | 24 | 26 | 18 | 18 | uit |

### VlaamseUltratop 50
| Positie: | 25 | 28 | 32 | 32 | 33 | uit |

### NPO Radio 2 Top 2000
Body Talk stond alleen in 2000 in de NPO Radio 2 Top 2000, op plek 1959.